# Daniela Gioria
Daniela Gioria (* 4. Juli 1979 in Borgomanero, Italien) ist eine ehemalige italienische Beachvolleyballspielerin.
Daniela Gioria spielte seit 2005 auf der FIVB World Tour. Von 2006 bis 2012 war Giulia Momoli ihre Partnerin, mit der sie 2007 italienische Meisterin wurde. Seit Ende 2012 spielte Gioria an der Seite von Laura Giombini. Bei der WM 2013 in Stare Jabłonki erreichten Gioria/Giombini die Hauptrunde, wo sie gegen die Deutschen Borger/Büthe ausschieden. Ein Jahr später wurden sie Siebzehnte bei den Europameisterschaften in Cagliari. 2015 spielte Daniela Gioria noch einige Turniere mit Giulia Momoli und beendete anschließend ihre Karriere.